# اعتمادبه‌نفست را حفظ کن (ترانه)
اعتماد به نفست را حفظ کن (به انگلیسی:Keep Yourself Alive) آهنگی از گروه بریتانیایی راک، کوئین می‌باشد. این ترانه توسط برایان می نوشته شده بود و سرآغاز اولین آلبوم گروه در سال ۱۹۷۳ محسوب می‌شد. هنگامیکه اثر منتشر شد، نخستین تک‌آهنگ کوئین به همراه «پسر و دختر» (به انگلیسی:Son and Daughter) چون پشت صفحه لقب گرفت.
لازم به ذکر است، در سال ۱۹۷۳ یک نسخهٔ تبلیغاتی از این تک‌آهنگ برای پخش در ایستگاه‌های رادیویی منتشر شد که "اعتماد به نفست را حفظ کن" در طرف اول (استریو میکس) و "اعتماد به نفست را حفظ کن" در طرف دوم (مونو میکس) قرار داشتند.
در سال ۲۰۰۸، رولینگ استون رتبهٔ سی و یکم را در "۱۰۰ آهنگ برتر گیتار در تمام زمان‌ها" به این آهنگ اختصاص داد.